# Grup Horizons i Independents
El Grup Horizons i Independents (en francès groupe Horizons & Indépendants; HOR) és un grup parlamentari de l'Assemblea Nacional francesa impulsada pel partit Horizons des de la XVI legislatura al 2022.

## Composició

### Composició actual
| Nom                     | Nom                            | Partit | Partit   | Circumscripció          |
| ----------------------- | ------------------------------ | ------ | -------- | ----------------------- |
|                         | Xavier Albertini               |        | Horizons | 1a del Marne            |
|                         | Henri Alfandari                |        | Horizons | 3a d'Indre-et-Loire     |
|                         | Béatrice Bellamy               |        | Horizons | 2a de Vendée            |
|                         | Thierry Benoit                 |        | Horizons | 6a d'Ille-et-Vilaine    |
|                         | Sylvain Berrios                |        | LR       | 1a de Val-de-Marne      |
|                         | Bertrand Bouyx                 |        | Horizons | 5a de Calvados          |
|                         | Jean-Michel Brard              |        | DVD      | 9a de Loire-Atlantique  |
|                         | Nathalie Colin-Oesterlé        |        | LC       | 3a de Moselle           |
|                         | Agnès Firmin-Le Bodo           |        | Horizons | 7a de Seine-Maritime    |
|                         | Félicie Gérard                 |        | Horizons | 7a del Nord             |
|                         | François Gernigon              |        | Horizons | 1a de Maine-et-Loire    |
|                         | David Guerin                   |        | Horizons | 9a del Seine-Maritime   |
|                         | Pierre Henriet                 |        | Horizons | 5a de Vendée            |
|                         | François Jolivet               |        | Horizons | 1a d'Indre              |
|                         | Loïc Kervran                   |        | Horizons | 3a de Cher              |
|                         | Thomas Lam                     |        | LR       | 2a dels Alts del Sena   |
|                         | Anne Le Hénanff                |        | Horizons | 1a de Morbihan          |
|                         | Didier Lemaire                 |        | Horizons | 3a de l'Alt Rin         |
|                         | Lise Magnier                   |        | Horizons | 4a del Marne            |
|                         | Laurent Marcangeli (President) |        | Horizons | 1a de Còrsega del Sud   |
|                         | Pierre Marle                   |        | DVD      | 14a del Nord            |
|                         | Isabelle Mesnard               |        | Horizons | 1a d'Eure-et-Loir       |
|                         | Naïma Moutchou                 |        | Horizons | 4a de Val-d'Oise        |
|                         | Jérémie Patrier-Leitus         |        | Horizons | 3a de Calvados          |
|                         | Béatrice Piron                 |        | Horizons | 3a d'Yvelines           |
|                         | Christophe Plassard            |        | Horizons | 5a de Charente-Maritime |
|                         | Jean-François Portarrieu       |        | AC       | 5a d'Alta Garona        |
|                         | Isabelle Rauch                 |        | Horizons | 9a de Moselle           |
|                         | Laetitia Saint-Paul            |        | Horizons | 4a de Maine-et-Loire    |
|                         | Vincent Thiébaut               |        | Horizons | 9a del Bas-Rhin         |
|                         | Frédéric Valletoux             |        | Horizons | 2a de Seine-et-Marne    |
|                         | Anne-Cécile Violland           |        | Horizons | 5a de Haute-Savoie      |
| File:Xavier Roseren.jpg | Xavier Roseren                 |        | Horizons | 6a de la Haute-Savoie   |
| CharlotteLecocq         | Charlotte Parmentier-Lecocq    |        | Horizons | 6a del Nord             |

### Composició històrica
| Any  | Nom                     | Membres | Afiliats | Diputats | +/- | %    |
| ---- | ----------------------- | ------- | -------- | -------- | --- | ---- |
| 2022 | Horizons i Afiliats     | 28      | 2        | 30 / 577 | Nou | 5,20 |
| 2024 | Horizons i Independents | 26      | 6        | 33 / 577 | 3   | 5,72 |